# Джайро Рідевалд
Джайро Рідевалд (нід. Jairo Riedewald, нар. 9 вересня 1996, Амстердам) — нідерландський футболіст, лівий захисник бельгійського клубу «Антверпен».

## Клубна кар'єра
З 2007 року виховувася у футбольній академії амстердамського «Аякса». У дорослому футболі дебютував 2013 року виступами за головну команду цього клубу, кольори якого захищав до літа 2017 року.
В липні 2017-го підписав п'ятирічний контракт з англійським клубом «Крістал Пелес».

## Виступи за збірні
2011 року дебютував у складі юнацької збірної Нідерландів (для 15-річних гравців), відтоді у складі збірних різних вікових категорій взяв участь у 28 іграх на юнацькому рівні.
| Дата       | Місто     | Господарі  | Результат | Гості      | Турнір            | Голи | Примітки |
| ---------- | --------- | ---------- | --------- | ---------- | ----------------- | ---- | -------- |
| 06-09-2015 | Конья     | Туреччина  | 3 – 0     | Нідерланди | Відбір до ЧЄ 2016 | -    |          |
| 10-10-2015 | Астана    | Казахстан  | 1 – 2     | Нідерланди | Відбір до ЧЄ 2016 | -    |          |
| 13-10-2015 | Амстердам | Нідерланди | 2 – 3     | Чехія      | Відбір до ЧЄ 2016 | -    | 39'      |
| Усього     |           | Матчів     | 3         |            | Голів             | 0    |          |